# Ackley, Iowa
Ackley je mesto v zvezni državi ZDA Iowa. Leta 2000 je prebivalstvo štelo 1.809 ljudi.

## Zgodovina
Na področje današnjega mesta so prvi naseljenci prišli že leta 1852, toda mesto je bilo uradno vpisano v register šele leta 1858. Mesto je dobilo ime po Williamu J. Ackleyu, enemu od geodetov, ki so načrtovali novonastajajočo železniško progo in mesto samo.